# Too-Rye-Ay
Too-Rye-Ay es el segundo álbum de estudio por la banda británica Dexys Midnight Runners, publicado en julio de 1982 a través de Mercury Records. El álbum es más conocido por el exitoso sencillo «Come On Eileen», que incluía el estribillo que inspiró el título del álbum. Fue el álbum más exitoso de la banda, debutando en el número dos en la lista de álbumes del Reino Unido.

## Antecedentes
Poco antes de grabar este álbum, el líder de la banda de Dexys, Kevin Rowland, había decidido agregar una sección de violín a la ya existente sección de viento, la cual había contribuido con cuerdas (viola y violonchelo) al sencillo anterior de la banda, «Liars A to E». Sin embargo, después de que los violinistas Helen O'Hara y Steve Brennan se unieran a la banda, los tres miembros de la sección de trompas, incluido el colíder de Dexys y coautor del álbum “Big” Jim Paterson, decidieron dejar Dexys y convertirse en una banda de trompetas independiente. (en última instancia conocida como The TKO Horns). Rowland los convenció de quedarse con la banda el tiempo suficiente para grabar el álbum y actuar en un concierto de lanzamiento del álbum en BBC Radio One en junio de 1982.
Todas las canciones del álbum fueron modificadas para agregar cuerdas, lo que provocó que Dexys volviera a grabar los sencillos de 1981 «Plan B», «Liars A to E» y «Soon». Durante el proceso de reorganización, «Soon» se ajusto a la sección de apertura de «Plan B»; dado que ambas canciones fueron escritas por Rowland y Paterson, las canciones fusionadas se acreditan en el álbum simplemente como «Plan B».

## Lista de canciones
Todas las canciones escritas y compuestas por Kevin Rowland y Jim Paterson, excepto donde esta anotado. 
| Lado uno |                                                     |                                    |          |  |
| N.º      | Título                                              | Escritor(es)                       | Duración |  |
| 1.       | «The Celtic Soul Brothers (More Please)»            | Mickey Billingham Rowland Paterson | 3:13     |  |
| 2.       | «Let's Make This Precious»                          |                                    | 4:02     |  |
| 3.       | «All in All (This One Last Wild Waltz)»             |                                    | 4:11     |  |
| 4.       | «Jackie Wilson Said (I'm in Heaven When You Smile)» | Van Morrison                       | 3:05     |  |
| 5.       | «Old»                                               |                                    | 5:45     |  |

| Lado dos |                              |                              |          |  |
| N.º      | Título                       | Escritor(es)                 | Duración |  |
| 1.       | «Plan B»                     |                              | 5:08     |  |
| 2.       | «I'll Show You»              |                              | 2:41     |  |
| 3.       | «Liars A to E»               | Steve Torch Rowland Paterson | 4:12     |  |
| 4.       | «Until I Believe in My Soul» |                              | 7:06     |  |
| 5.       | «Come On Eileen»             | Billy Adams Rowland Paterson | 4:47     |  |

## Créditos
Créditos adaptados desde las notas del álbum.
- Seb Shelton – batería
- Giorgio Kilkenny – bajo eléctrico, coros
- Kevin “Billy” Adams – banjo, guitarra, coros
- Mickey Billingham – órgano, piano, acordeón, teclado, coros
- “Big” Jim Paterson – trombón
- Paul Speare – flauta, saxofón, flauta irlandesa
- Brian Maurice – saxofón
- Kevin Rowland – bajo eléctrico, guitarra, piano, voz principal y coros
- Steve Wynne – bajo eléctrico

Músicos adicionales
The Emerald Express
- Helen O'Hara – violín
- Steve Brennan – violín

The Sisters of Scarlet
- Carol Kenyon – coros
- Katie Kissoon – coros
- Sam Brown – coros

Diseño
- Peter Barrett – diseño de portada
- Kim Knott – fotografía
- Andrew Ratcliffe – ilustración

## Posicionamiento

### Gráfica semanal
| Gráficas (1982–83)                | Pico de posición |
| --------------------------------- | ---------------- |
| Australia (Kent Music Report)     | 2                |
| Canadá (RPM Top Albums/CDs)       | 10               |
| Países Bajos (Album Top 100)      | 9                |
| Alemania (Offizielle Top 100)     | 29               |
| Nueva Zelanda (Recorded Music NZ) | 2                |
| Noruega (VG-lista)                | 22               |
| Suecia (Sverigetopplistan)        | 22               |
| Reino Unido (UK Albums Chart)     | 2                |
| Estados Unidos (Billboard 200)    | 14               |

### Gráfica de fin de año
| Gráficas (1982)                   | Pico de posición |
| --------------------------------- | ---------------- |
| Nueva Zelanda (Recorded Music NZ) | 5                |

## Certificaciones y ventas
| País                 | Certificación | Ventas |
| -------------------- | ------------- | ------ |
| Australia (ARIA)     | Platino       | 50,000 |
| Nueva Zelanda (RMNZ) | Platino       | 15,000 |